# Onno
Onno is een mannelijke Keltische voornaam uit de provincies Groningen en Oost-Friesland. (Niet te verwarren met de Duitse deelstaat Oost-Friesland)
De betekenis van de naam is onduidelijk. Als mogelijkheid wordt wel geopperd dat de naam afstamt van het Middelnederlandse 'onnen', in de betekenis van 'gunnen': de (door God) gegevene. Een andere betekenis die aan de naam wordt gegeven is vrijgevende.
De naam Onno is een palindroom en, mits in hoofdletters geschreven, bovendien een ambigram.

## Bekende naamdragers
- Onno Tamminga Alberda van Rensuma, Nederlands baron en politicus
- Onno Eichelsheim, Nederlands commandant der strijdkrachten
- Onno van Ewsum, Noord-Nederlands hoofdeling
- Onno Hoes, Nederlands politicus
- Onno Krijn, Nederlands componist
- Onno Meijer, Nederlands acteur en kunstschaatser
- Onno Poiesz, Nederlands kunstenaar
- Onno Reint Alberda van Ekenstein, Nederlands jonkheer en politicus
- Onno Sickinghe, Nederlands politicus
- Onno Joost Sickinghe, Nederlands jonkheer en politicus
- Onno Vandewalle, Belgisch politicus
- Onno van Veldhuizen, Nederlands politicus
- Onno Zijlstra, Nederlands filosoof
- Onno Zwier van Haren, Nederlands schrijver en politicus